# Хранителна верига
Хранителната верига (или по-коректно хранителна мрежа) е поредица организми в дадена екосистема, която служи за пренос на хранителната енергия. Организмите, „по-ниско“ в хранителната верига са източник на енергия за други организми на „по-високо“ ниво. С други думи хранителната верига показва преноса на енергия от един организъм към друг.
водорасли → протиста → сепии → тюлен → косатка
ябълка → червей → кокошка → лисица
Хранителните вериги могат да бъдат прости
листа → гъсеница
или сложни
трева → овца → вълк.
Хранителната верига обикновено започва с растение. Това растение се нарича продуцент. То приема слънчева енергия (фотосинтезира) и по този начин дава енергия на животните (консументи). Първият консумент е растителноядно животно, което изяжда растението. Растителноядното животно и растението имат пряка връзка. Втори коснумент е месоядно животно (хищник). То изяжда растителноядното животно и има непряка връзка с растението. След втория консумент може да има и трети и четвърти. Те също са хищници и имат непряка връзка с растението и растителноядното животно. Редуцентите са бактерии, които разграждат органичните вещества в неорганични (хранителни вещества, вода). Те винаги са най-горе в хранителната верига и имат пряка връзка с всички организми.